# Amphisbaena fuliginosa
Amphisbaena fuliginosa là một loài bò sát trong họ Amphisbaenidae. Loài này được Linnaeus mô tả khoa học đầu tiên năm 1758.

## Hình ảnh

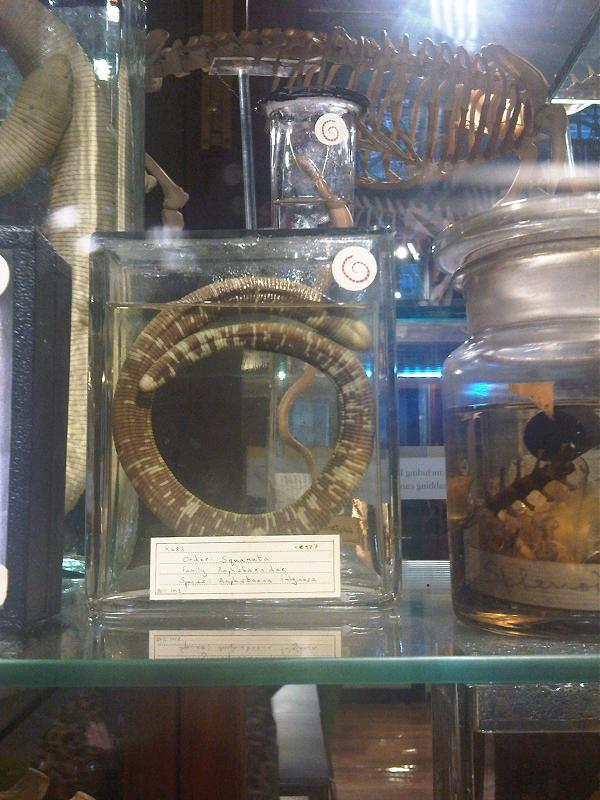